# اسپرسی مردآبادی
اسپرسی مردآبادی، اسپرسی شورپسند (نام علمی: Hedysarum halophilum) نام یک گونه از سرده اسپرسی است.